# Ейссел
Ейссел (нід. Ĳssel, нід. ниж.-сакс. Iessel) — правий рукав Рейну, що протікає територією нідерландських провінцій Гелдерланд і Оверейсел. Іноді його називають Гелдернський Ейссел, щоб уникнути плутанини з Голландським Ейсселом. Ейссел є одним з трьох найбільших рукавів (разом з Недеррейном і Ваалом), на які розпадається Рейн після перетину кордону Німеччини і Нідерландів.

## Історія
Назва Ейссел (в давнину Ісла, Ісала, від *Īsalō), імовірно походить від праіндоєвропейського кореня *eis- «швидко рухатися» (давньоскандинавською eisa «мчати вперед»). В середні віки, коли Зейдерзе ще не сформувався і на його місці було внутрішнє Флевонське озеро, Ейссел протікав через нього до свого естуарію Влі. Однак, внаслідок утворення Зейдерзе і подальшого перекриття його дамбою Афслютдейк, Ейссел більше не тече в його лиман Влі, який тепер є тільки протокою, що розділяє острови Вліланд (названий на честь Влі) і Терсхеллінг. Є припущення, що перетворені нині в польдери приливні заплави поблизу Медембліка і колишня бухта Ей (недалеко від Амстердама) колись були рукавами річки Ейссел.